# ジロ・デ・イタリア 1927
ジロ・デ・イタリア 1927は、自転車競技のロードレース大会であるジロ・デ・イタリアの15回目のレース。1927年5月15日から6月6日まで行われた。全15区間。全行程3758km。
アルフレード・ビンダが全区間総合首位、並びに第4、11、13ステージ以外の12ステージを制する圧勝で、2度目の総合優勝。

## 総合成績
|    | 選手名                           | 国籍         | 時間            |
| -- | -------------------------------- | ------------ | --------------- |
| 1  | アルフレード・ビンダ             | イタリア王国 | 144時間15分35秒 |
| 2  | ジョヴァンニ・ブルネーロ         | イタリア王国 | +27分24秒       |
| 3  | アントニオ・ネグリーニ           | イタリア王国 | +36分06秒       |
| 4  | エルマンノ・ヴァッラッツァ       | イタリア王国 | +51分20秒       |
| 5  | ジュゼッペ・パンチェーラ         | イタリア王国 | +54分29秒       |
| 6  | アルトゥーロ・ブレシアーニ       | イタリア王国 | +1時間10分03秒  |
| 7  | エジーディオ・ピッキオッティーノ | イタリア王国 | +1時間11分54秒  |
| 8  | アレアルド・シモーニ             | イタリア王国 | +1時間32分14秒  |
| 9  | ルイジ・ジャコッベ               | イタリア王国 | +1時間57分49秒  |
| 10 | アリスティーデ・カヴァッリーニ   | イタリア王国 | +2時間05分44秒  |

## 総合首位
| 選手名               | 国籍         | 首位区間 |
| -------------------- | ------------ | -------- |
| アルフレード・ビンダ | イタリア王国 | 全区間   |